# Marcia 20 km
La marcia 20 km (o anche 20 km di marcia) è una distanza della marcia, specialità dell'atletica leggera facente parte del programma, sia maschile che femminile, di Giochi olimpici e campionati del mondo di atletica leggera.
Costituisce la distanza più breve nelle gare internazionali, essendo prevista anche la marcia 50 km.

## Record

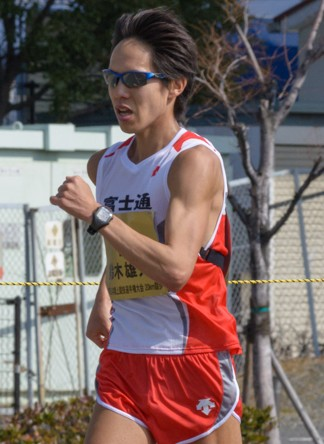
Yūsuke Suzuki, detentore del record mondiale di specialità

### Maschili
Statistiche aggiornate al 18 giugno 2021.
|                             | Tempo    | Atleta              | Luogo            | Data           |
| --------------------------- | -------- | ------------------- | ---------------- | -------------- |
| Record mondiale             | 1h16'36" | Yūsuke Suzuki       | Nomi             | 15 marzo 2015  |
| Record olimpico             | 1h18'46" | Chen Ding           | Londra           | 4 agosto 2012  |
| Record africano             | 1h19'02" | Hatem Ghoula        | Eisenhüttenstadt | 10 maggio 1997 |
| Record asiatico             | 1h16'36" | Yūsuke Suzuki       | Nomi             | 15 marzo 2015  |
| Record europeo              | 1h17'02" | Yohann Diniz        | Arles            | 8 marzo 2015   |
| Record nord-centroamericano | 1h17'46" | Julio René Martínez | Eisenhüttenstadt | 8 maggio 1999  |
| Record oceaniano            | 1h17'33" | Nathan Deakes       | Cixi             | 23 aprile 2005 |
| Record sudamericano         | 1h17'21" | Jefferson Pérez     | Saint-Denis      | 23 agosto 2003 |
| Record nazionale            | 1h17'26" | Massimo Stano       | Taicang          | 3 marzo 2024   |

### Femminili
Statistiche aggiornate al 19 giugno 2022.
|                             | Tempo    | Atleta                   | Luogo     | Data             |
| --------------------------- | -------- | ------------------------ | --------- | ---------------- |
| Record mondiale             | 1h23'49" | Yang Jiayu               | Huangshan | 20 marzo 2021    |
| Record olimpico             | 1h25'02" | Elena Lašmanova          | Londra    | 11 agosto 2012   |
| Record africano             | 1h30'43" | Grace Wanjiru            | Durban    | 26 giugno 2016   |
| Record asiatico             | 1h23'49" | Yang Jiayu               | Huangshan | 20 marzo 2021    |
| Record europeo              | 1h25'08" | Vera Sokolova            | Soči      | 26 febbraio 2011 |
| Record nord-centroamericano | 1h26'17" | María Guadalupe González | Roma      | 7 maggio 2016    |
| Record oceaniano            | 1h27'27" | Jemima Montag            | Adelaide  | 13 febbraio 2022 |
| Record sudamericano         | 1h25'29" | Glenda Morejón           | La Coruña | 8 giugno 2019    |
| Record nazionale            | 1h26'17" | Eleonora Giorgi          | Murcia    | 17 maggio 2015   |

Legenda:
: record mondiale
: record olimpico
: record africano
: record asiatico
: record europeo
: record nord-centroamericano e caraibico
: record oceaniano
: record sudamericano
: record italiano

## Migliori atleti

### Maschili
Statistiche aggiornate al 20 marzo 2021.
|     | Tempo    | Atleta                     | Luogo       | Data              |
| --- | -------- | -------------------------- | ----------- | ----------------- |
| 1.  | 1h16'36" | Yūsuke Suzuki              | Nomi        | 15 marzo 2015     |
| 2.  | 1h16'43" | Sergej Morozov             | Saransk     | 8 giugno 2008     |
| 3.  | 1h16'54" | Wang Kaihua                | Huangshan   | 20 marzo 2021     |
| 4.  | 1h17'02" | Yohann Diniz               | Arles       | 8 marzo 2015      |
| 5.  | 1h17'15" | Toshikazu Yamanishi        | Nomi        | 17 marzo 2019     |
| 6.  | 1h17'16" | Vladimir Kanajkin          | Saransk     | 29 settembre 2007 |
| 7.  | 1h17'21" | Jefferson Pérez            | Saint-Denis | 23 agosto 2003    |
| 8.  | 1h17'22" | Francisco Javier Fernández | Turku       | 28 aprile 2002    |
| 9.  | 1h17'23" | Vladimir Stankin           | Adler       | 8 febbraio 2004   |
| 10. | 1h17'24" | Masatora Kawano            | Nomi        | 17 marzo 2019     |

### Femminili
Statistiche aggiornate al 20 marzo 2021.
|     | Tempo    | Atleta             | Luogo     | Data             |
| --- | -------- | ------------------ | --------- | ---------------- |
| 1.  | 1h23'39" | Elena Lašmanova    | Čeboksary | 9 giugno 2018    |
| 2.  | 1h23'49" | Yang Jiayu         | Huangshan | 20 marzo 2021    |
| 3.  | 1h24'27" | Liu Hong           | Huangshan | 20 marzo 2021    |
| 4.  | 1h24'45" | Qieyang Shijie     | Huangshan | 20 marzo 2021    |
| 5.  | 1h24'47" | Ėl'mira Alembekova | Soči      | 27 febbraio 2015 |
| 6.  | 1h24'50" | Olimpiada Ivanova  | Adler     | 4 marzo 2001     |
| 7.  | 1h24'56" | Ol'ga Kanis'kina   | Adler     | 28 febbraio 2009 |
| 8.  | 1h25'03" | Marina Pandakova   | Soči      | 27 febbraio 2015 |
| 9.  | 1h25'04" | Svetlana Vasilyeva | Soči      | 27 febbraio 2015 |
| 10. | 1h25'08" | Vera Sokolova      | Soči      | 26 febbraio 2011 |